# Henri Mayer (cyclisme)
Pour les articles homonymes, voir Mayer et Henry Mayer.

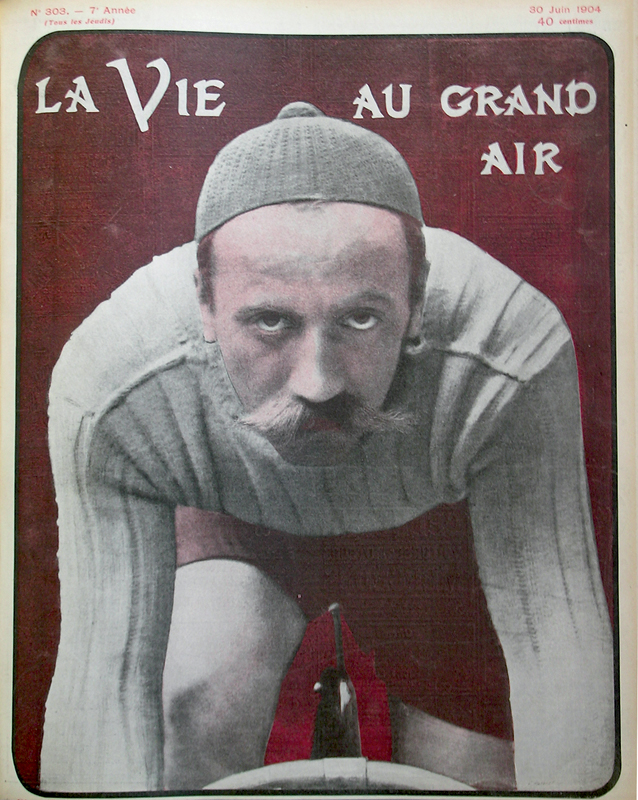
Henry Meyer en couverture de La Vie au grand air du 30 juin 1904

Henri ou Henry Mayer, né le 16 janvier 1878 à Hanovre et mort en 1955 à Hildesheim, est un coureur cycliste allemand  Il figure à la troisième place des coureurs allemands les plus titrés entre 1907 et 1911.

## Palmarès sur piste professionnel

### Championnats du monde
- Londres 1904
  -  Médaillé de bronze de la vitesse
- Anvers 1905
  -  Médaillé de bronze de la vitesse
- Paris 1907
  -  Médaillé d'argent de la vitesse

### Championnats d'Europe
- 2e du Championnat d'Europe de vitesse

### Championnats nationaux
- 3e du championnat d'Allemagne de vitesse

### Grand Prix
- Grand Prix de Paris : 1904[1]
- Grand Prix d’Anvers : 1904[3]
- Grand Prix d'Angers : 1904, 1907[13]
- Grand Prix d'Arras : 1904
- Grand Prix de l'UVF : 1905
- Grand Prix d'Ouverture de Buffalo : 1905
- Grand Prix de Pâques, Parc des Princes :1905
- Grand Prix de Thuringe : 1905 .